# Miguel Auza (kommun)
Miguel Auza är en kommun i Mexiko.   Den ligger i delstaten Zacatecas, i den centrala delen av landet, 700 km nordväst om huvudstaden Mexico City.
Följande samhällen finns i Miguel Auza:
- Miguel Auza
- Colonia Miguel Alemán
- Manantial de la Honda
- Campo Dieciséis